# Campodorus pequenitor
Campodorus pequenitor là một loài tò vò trong họ Ichneumonidae.